# 野田市立福田中学校
野田市立福田中学校（のだしりつふくだちゅうがっこう）は、千葉県野田市三ツ堀にある公立中学校。

## 概要
野田市の福田地区に位置する。かつては全校生徒800人以上の大規模校であったが、2024年現在は160人程となっている。

### 学校教育目標
自ら学び、心豊かで、たくましく生きる生徒の育成

### 目指す生徒像
1. 意欲高くものごとに打ち込める生徒
2. はきはきと礼儀正しい生徒
3. 建設的な意見を持ち、それをまっすぐに語れる生徒

## 沿革
「沿革」（野田市立福田中学校公式ホームページ）を参照。
- 1947年5月10日 - 福田村立福田中学校として開校。福田第一小学校に併設。
- 1950年6月 - 現在地に校舎新設移転。
- 1951年2月 - 増築校舎竣工。
- 1957年4月 - 福田村の野田市との合併に伴い、野田市に移管。「野田市立福田中学校」と改称。
- 1964年4月 - 講堂兼用体育館竣工。
- 1967年8月 - 福田地区小中学校プール竣工。
- 1970年12月 - 給食室竣工。
- 1979年7月 - 鉄筋三階建（北棟）校舎竣工。
- 1984年5月 - 鉄筋三階建（南棟）校舎竣工。
- 1989年6月 - 体育館竣工。
- 1990年3月 - コンピューター20台設置。
- 1992年7月 - 校庭拡張。
- 1996年4月 - 創立50周年記念式典挙行。
- 1997年4月 - コンピュータールーム改修工事完了。コンピューター42台設置。
- 2003年4月 - 学校評議会発足。
- 2004年4月 - 学校二学期制導入。
- 2005年3月 - 校内LAN完成。
- 2008年4月 - 野田市学校支援地域本部事業開始。
- 2010年4月 - 地上デジタルテレビを各教室・特別教室に設置。
- 2011年4月 - 「子ども読書活動優秀実践校」として文部科学大臣表彰受賞。
  - 12月 - 校内除染工事実施。
- 2012年3月 - テニスコート除染工事実施。
  - 11月 - 野田市教育委員会指定「ボトムアップ研修」公開研究会。
- 2015年9月 - 北棟校舎 耐震補強工事完了。
  - 12月 - 平成27年度 優れた「地域による学校支援活動」推進にかかる文部科学大臣表彰　受賞。
- 2016年11月 - 空調設備工事完了。
- 2017年4月 - 特別支援学級「さわら学級」開設。
  - 7月 - 太陽光パネル工事着工。
  - 8月 - トイレ一部洋式化工事完了。

## 通学区
三ツ堀、瀬戸、瀬戸上灰毛、木野崎の全域、および上三ケ尾、二ツ塚、西三ケ尾、大殿井、下三ケ尾の各一部

## 主な行事
- 4月 - 始業式・入学式・防災訓練・新入生歓迎会・江川地区フィールドワーク春
- 5月 - 修学旅行（3年）・市内大会
- 6月 - 林間学校（2年）・市内陸上競技大会・生徒総会
- 7月 - 葛北大会壮行会・大掃除・葛北大会・夏季休業・三者面談
- 8月 - 江川地区フィールドワーク夏・駅伝合宿・全校登校日
- 9月 - 葛北新人大会・運動会・生徒会役員選挙
- 10月 - 前期終業式・後期始業式・市内音楽会・東葛駅伝大会・合唱コンクール・PTAバザー・三者面談
- 11月 - 市内弁論大会・職場体験（2年）・江川地区フィールドワーク秋（2年）
- 12月 - 市内駅伝競走大会・冬季休業
- 1月 - 江川地区フィールドワーク冬（2年）
- 2月 - 千葉県公立高校入試選抜・小学生体験入学
- 3月 - 三年生を送る会・卒業式・大掃除・修了式

## 部活動

### 運動部
- 陸上部
- 駅伝部
- サッカー部
- ソフトテニス部
- 野球部
- 卓球部
- バスケットボール部
- バレーボール部

### 文化部
- 吹奏楽部
- 創作活動部（旧 美術部）

## アクセス
- まめバス⑫新南ルート「福田中前」下車。「愛宕駅」より約40分。